# Пітер Хеннан
Пітер Джон Хеннан — американський продюсер, аніматор, співак, автор пісень та автор.
Хеннан — творець, виконавчий продюсер і шоураннер мультсеріалу від Nickelodeon «КітПес» , для якого він також написав і заспівав головну пісню. Він є редактором сюжету, іноді автором пісень і продюсером анімаційного серіалу PBS Kids «Вперед, Луна!»
Він створив веб-серіал під назвою «Дійсно неймовірно ніяково». Його односекційний мультфільм «Пригоди величезного рота» публікувався в незалежних газетах і журналах, таких як Harper's, Esquire та інших. Він пише та ілюструє книги, зокрема «Петландія», «Мій великий рот: 10 пісень, які я написав, і за які мене ледь не вбили», «Найвеличніший сніговик у світі», «Супер дурні», «Сіллівіль або крах», «Втеча з табору Ваннабарф», «Школа після настання темряви: Уроки божевілля», «Битва за Сіллівіль: Живи дурнем або помреш!» та «Фредді! Король Фларбу».
Пітер став співзасновником компанії FutureVision, яка випустила серію телевізійних концертів.
Хеннан викладав, читав лекції та проводив майстер-класи з мистецтва, письма, анімації та творчості для дошкільнят та студентів коледжу. Пітер працював графічним дизайнером та арт-директором, а також створював ілюстрації для журналів, газет та реклами. Він також виставляє картини, ілюстрації та карикатури.